# Дорофеевская (деревня)
Дорофеевская — деревня в Ленском районе Архангельской области. Входит в состав Козьминского сельского поселения.

## География
Находится в юго-восточной части Архангельской области на расстоянии приблизительно 11 км на юг по прямой от административного центра поселения села Козьмино на правобережье Вычегды.

## История
Деревня отмечалась еще в 1710 году как поселение с 4 дворами. В 1859 году здесь (деревня Сольвычегодского уезда Вологодской губернии) было учтено 13 дворов.

## Население
Численность населения: 76 человек (1859 год), 2 (русские 100 %) в 2002 году, 2 в 2010.